# Siergiej Maslennikow
Siergiej Jewgienjewicz Maslennikow (ros. Сергей Евгеньевич Масленников, ur. 18 kwietnia 1982 r. w Ufie) – rosyjski narciarz, specjalista kombinacji norweskiej, zawodnik klubu WVSM Ufa.

## Kariera
Po raz pierwszy na arenie międzynarodowej Siergiej Maslennikow pojawił się 18 stycznia 2002 roku, kiedy wystartował w zawodach Pucharu Świata B w Saalfelden am Steinernen Meer. Zajął wtedy 37. miejsce w sprincie. Jak dotąd w zawodach tego cyklu (obecnie Puchar Kontynentalny) najlepsze wyniki osiągnął w sezonie 2003/2004, który ukończył na dziesiątej pozycji w klasyfikacji generalnej. Czterokrotnie stawał na podium, przy czym 19 grudnia 2010 roku w Erzurum zwyciężył w konkursie rozgrywanym metodą Gundersena.
W Pucharze Świata zadebiutował 30 listopada 2002 roku w Ruce, gdzie zajął 40. miejsce w sprincie. Pierwsze pucharowe punkty zdobył jednak dopiero blisko dwa lata później, 27 listopada 2004 roku, także w Ruce, zajmując 21. miejsce w Gundersenie. W klasyfikacji generalnej sezonu 2004/2005 zajął ostatecznie 24. pozycję. Był to jak dotąd najlepszy sezon Maslennikowa w Pucharze Świata.
W 2002 roku wystartował na Mistrzostwach Świata Juniorów w Schonach, gdzie wspólnie z kolegami zajął jedenaste miejsce w zawodach drużynowych. Indywidualnie pojawił się tylko w Gundersenie, który ukończył na 37. pozycji. Jego pierwszą duża imprezą w kategorii seniorów były Mistrzostwa Świata w Val di Fiemme w 2003 roku. Wystartował w obu konkurencjach indywidualnych jednak plasował się w piątej dziesiątce. Najlepiej wypadł podczas Mistrzostw Świata w Libercu w 2009 roku, gdzie w starcie masowym był dwudziesty. W 2006 roku wziął udział w Igrzyskach Olimpijskich w Turynie, gdzie był między innymi dziesiąty w Gundersenie, a wspólnie z kolegami z reprezentacji zajął dziewiątą pozycję w sztafecie. Cztery lata później, podczas Igrzysk Olimpijskich w Vancouver startował tylko indywidualnie, w lepszym ze swoich startów - Gundersenie na dużej skoczni - zajmując 36. miejsce.

## Osiągnięcia

### Igrzyska Olimpijskie
| Miejsce | Dzień     | Rok  | Miejscowość | Konkurencja           | Wynik zwycięzcy | Strata      | Zwycięzca           |
| ------- | --------- | ---- | ----------- | --------------------- | --------------- | ----------- | ------------------- |
| 10.     | 11 lutego | 2006 | Pragelato   | Gundersen HS106/15 km | 39:44.6 min     | +1:45.6 min | Georg Hettich       |
| 9.      | 15 lutego | 2006 | Pragelato   | Sztafeta HS134/4x5 km | 49:52.6 min     | +4:12.5 min | Austria             |
| 43.     | 21 lutego | 2006 | Pragelato   | Sprint HS134/7.5 km   | 18:29.0 min     | +3:13.1 min | Felix Gottwald      |
| 42.     | 14 lutego | 2010 | Vancouver   | Gundersen HS106/10 km | 25:47.1 min     | +3:42.2 min | Jason Lamy Chappuis |
| 36.     | 25 lutego | 2010 | Vancouver   | Gundersen HS140/10 km | 25:32.9 min     | +3:52.8 min | Bill Demong         |

### Mistrzostwa świata
| Miejsce | Dzień     | Rok  | Miejscowość   | Konkurencja              | Wynik zwycięzcy | Strata      | Zwycięzca           |
| ------- | --------- | ---- | ------------- | ------------------------ | --------------- | ----------- | ------------------- |
| 43.     | 21 lutego | 2003 | Val di Fiemme | Gundersen K-95/15 km     | 37:54.2 min     | +9:42.1 min | Ronny Ackermann     |
| 46.     | 28 lutego | 2003 | Val di Fiemme | Sprint K-120/7.5 km      | 18:47.8 min     | +3:49.5 min | Johnny Spillane     |
| 24.     | 18 lutego | 2005 | Oberstdorf    | Gundersen HS100/15 km    | 38:56.2 min     | +2:52.2 min | Ronny Ackermann     |
| 10.     | 23 lutego | 2005 | Oberstdorf    | Sztafeta HS137/4x5 km    | 49:45.5 min     | +5:27.0 min | Norwegia            |
| 26.     | 27 lutego | 2005 | Oberstdorf    | Sprint HS137/7.5 km      | 20:15.6 min     | +2:37.4 min | Ronny Ackermann     |
| 21.     | 23 lutego | 2007 | Sapporo       | Sprint HS134/7.5 km      | 17:40.2 min     | +2:21.9 min | Hannu Manninen      |
| 33.     | 3 marca   | 2007 | Sapporo       | Gundersen HS100/15 km    | 38:35.6 min     | +5:36.5 min | Ronny Ackermann     |
| 20.     | 20 lutego | 2009 | Liberec       | Start masowy HS100/10 km | 276.0 pkt       | -46.5 pkt   | Todd Lodwick        |
| 29.     | 22 lutego | 2009 | Liberec       | Gundersen HS100/10 km    | 24:22.3 min     | +3:18.0 min | Todd Lodwick        |
| 10.     | 26 lutego | 2009 | Liberec       | Sztafeta HS134/4x5 km    | 48:32.3 min     | +5:59.9 min | Japonia             |
| 42.     | 28 lutego | 2009 | Liberec       | Gundersen HS134/10 km    | 23:36.6 min     | +3:43.4 min | Bill Demong         |
| 43.     | 26 lutego | 2011 | Oslo          | Gundersen HS106/10 km    | 25:19.2 min     | +4:10.3 min | Eric Frenzel        |
| 11.     | 28 lutego | 2011 | Oslo          | Sztafeta HS106/4x5 km    | 48:07.8 min     | +5:09.3 min | Austria             |
| 48.     | 2 marca   | 2011 | Oslo          | Gundersen HS134/10 km    | 25:31.6 min     | +5:27.0 min | Jason Lamy Chappuis |
| 11.     | 4 marca   | 2011 | Oslo          | Sztafeta HS106/4x5 km    | 48:07.8 min     | +6:39.9 min | Austria             |

### Mistrzostwa świata juniorów
| Miejsce | Dzień       | Rok  | Miejscowość | Konkurencja         | Wynik zwycięzcy | Strata      | Zwycięzca        |
| ------- | ----------- | ---- | ----------- | ------------------- | --------------- | ----------- | ---------------- |
| 37.     | 23 stycznia | 2002 | Schonach    | Gundersen K90/10 km | 30:54.2 min     | +6:46.5 min | Björn Kircheisen |
| 11.     | 25 stycznia | 2002 | Schonach    | Sztafeta K90/4x5 km | 844.0 pkt       | ?           | Niemcy           |

### Puchar Świata

#### Miejsca w klasyfikacji generalnej
- sezon 2004/2005: 24.
- sezon 2005/2006: 36.
- sezon 2006/2007: 56.
- sezon 2007/2008: 60.
- sezon 2008/2009: 51.
- sezon 2009/2010: 58.
- sezon 2010/2011: niesklasyfikowany
- sezon 2011/2012: niesklasyfikowany

#### Miejsca na podium chronologicznie
Jak dotąd Maslennikow nie stał na podium indywidualnych zawodów Pucharu Świata.

### Puchar Kontynentalny

#### Miejsca w klasyfikacji generalnej
- sezon 2003/2004: 10.
- sezon 2006/2007: 38.
- sezon 2007/2008: 26.
- sezon 2009/2010: 45.
- sezon 2010/2011: 29.
- sezon 2011/2012: 89.

#### Miejsca na podium chronologicznie
| Nr | Data             | Miejscowość   | Konkurencja              | Wynik zwycięzcy | Pozycja | Strata  | Zwycięzca             |
| -- | ---------------- | ------------- | ------------------------ | --------------- | ------- | ------- | --------------------- |
| 1. | 6 stycznia 2004  | Tarvisio      | Sprint K90/7.5 km        | ?               | 3.      | +11.8 s | David Kreiner         |
| 2. | 12 lutego 2004   | Iiyama        | Sprint K80/7.5 km        | ?               | 2.      | +0.4 s  | Jon-Richard Rundsveen |
| 3. | 14 stycznia 2005 | Val di Fiemme | Start masowy HS134/10 km | 255,8 pkt       | 1.      | -       | -                     |
| 4. | 4 marca 2006     | Klingenthal   | Gundersen HS140/15 km    | ?               | 3.      | +15.2 s | Florian Schillinger   |
| 5. | 19 grudnia 2010  | Erzurum       | Gundersen HS109/10 km    | 24:58.6 min     | 1.      | -       | -                     |

### Letnie Grand Prix

#### Miejsca w klasyfikacji generalnej
- 2003: 37.
- 2004: -
- 2005: -
- 2006: 19.
- 2009: 37.
- 2010: -
- 2011: 41.

#### Miejsca na podium chronologicznie
Jak dotąd Maslennikow nie stał na podium indywidualnych zawodów LGP.